# Francisco García-Calderón Rey
Francisco García-Calderón Rey (Valparaíso, Chile, 8 de abril de 1883 - Lima, Perú, 1 de julio de 1953) fue un filósofo, escritor, ensayista, abogado y diplomático peruano.
Perteneció a la llamada Generación del 900, junto con Ventura García Calderón, su hermano, Víctor Andrés Belaúnde y José de la Riva-Agüero y Osma, líder del grupo. En general, tuvo influencia de Émile Boutroux, Raymond Poincaré y los monarquistas franceses seguidores de Charles Maurras, jefe de l’Action Francaise, poderoso movimiento intelectual de la época que buscaba el restablecimiento del Antiguo Régimen en Francia y estaba inspirado en el nacionalismo de Ernest Renan y otros. Nunca fue él mismo monárquico, como Riva-Agüero, pero tenía simpatías por los ensayos imperiales en México y Brasil durante el siglo XIX como remedio a la anarquía democrática.

## Biografía
Nació durante la guerra con Chile (1879-1883). Fue hijo del presidente del Perú Francisco García-Calderón Landa, ilustre jurista del siglo XIX y rector de la Universidad Nacional Mayor de San Marcos, y de Carmen Rey Basadre. Su padre, quien, siendo presidente, fue deportado a Chile se retiró a Europa, en 1884, con su familia y pudo volver al Perú en 1886.
Estudió en el Colegio Sagrados Corazones Recoleta, donde conoció al marqués de Montealegre de Aulestia, José de la Riva-Agüero y Osma, quien sería uno de sus más íntimos amigos. En 1901, ingresó a estudiar Letras y Derecho en la Facultad de Letras de la Universidad de San Marcos, de la que su padre era rector. En San Marcos, junto con Riva-Agüero y su hermano, Ventura, formaron un grupo influenciado por Alejandro Deustua Escarza, que después sería conocido como la Generación del 900.
Con la muerte de su padre, en 1906, mudó de domicilio permanente a París, donde emigró con toda su familia. A Francia llevó el cargo de canciller de la legación peruana.
En 1908, ganó un premio de la Academia Francesa por Le Pérou Contemporain (1907) y, ese mismo año, es nombrado segundo secretario de la legación peruana en Londres, donde conoció al barón Friedrich von Hügel y a Ramiro de Maeztu.
En 1909, se casó, en Lima, con Rosa Amalia Lores Hurtado, hija de Benito Lores Bathel y Dolores Hurtado Fernández-Prada. Ese mismo año, es nombrado segundo secretario de la legación peruana en París. En 1912 publica Les démocraties latines de l'Amérique en una colección dirigida por Gustave Le Bon. En 1914, con el estallido de la Primera Guerra Mundial es nombrado primer secretario de la legación peruana, pero, lamentablemente, en 1916, su hermano José muere en Verdún en las filas de la Legión Extranjera. 
En 1918, fue nombrado ministro plenipotenciario del Perú en Francia y, al año siguiente, obtiene el mismo puesto a Bélgica. Publica escritos en su país natal, algunos de ellos en el semanario ¨Sudamérica¨, dirigido por el también escritor y agente consular Carlos Pérez Cánepa. Con el fin de la gran guerra, en 1919, es designado representante peruano en la Conferencia de Paz de París y, en 1920, en la Sociedad de las Naciones en Ginebra. En 1921, renuncia a su puesto de ministro plenipotenciario en oposición al gobierno del presidente Augusto Leguía.
En 1930, con la caída del régimen de Leguía, volvió a asumir el cargo de ministro en Francia. Al año siguiente, es nombrado delegado en la XV Conferencia Internacional del Trabajo en Ginebra y, en 1933, en la Liga de Naciones, de la que presidió la 103ra sesión, en 1938. Con el inicio de la Segunda Guerra Mundial, en 1940, es acreditado ministro plenipotenciario para el Gobierno de Vichy. En 1942, estando en París como embajador, fue detenido por las fuerzas de ocupación alemanas, en calidad de diplomático de país beligerante en el campo de Bad Godesberg, lo que aceleró un temprano proceso de demencia. Al año siguiente, es nombrado embajador del Perú en Portugal, pero, en 1945, se retira del servicio diplomático.
Dado su precario estado de salud, en 1947 decide regresar al Perú junto a su esposa y, al año siguiente, es internado en el hospital mental Larco Herrera. Falleció en Lima el 7 de julio de 1953 y fue enterrado en el Cementerio Presbítero Maestro.
Había sido miembro de la Academia Peruana, de la Academia Diplomática Internacional, de la Sociedad de Sociología de París y del Comité Franco-Americano de París.

## Obras
- De litteris (1904).
- Le Pérou contemporain (1907).
- Hombres e ideas de nuestro tiempo (1907).
- Les courrents sociologiques de l'Amérique Latine (1908).
- Profesores de idealismos (1909).
- La creación de un continente (1912).
- Les démocraties latines de l'Amerique (1912).
- El dilema de la Gran Guerra (1919).
- Ideas e impresiones (1919).
- Europa inquieta (1927, Madrid, Editorial Mundo Latino)
- Francisco García Calderón, América Latina y el Perú del novecientos (antología de textos) / compilación, introducción y notas de Teodoro Hampe Martínez. Lima: Universidad Nacional Mayor de San Marcos & Corporación Financiera de Desarrollo, 2003. Se puede acceder a la versión electrónica completa en: http://sisbib.unmsm.edu.pe/bibvirtual/libros/Historia/amer_peru/contenido.htm
- El espíritu de la nueva Alemania (1928).
- In Memoriam (1944).

## Premios y reconocimientos
- Caballero Gran Cruz de la Orden del Sol, Perú.
- Caballero gran cruz de la Orden de Isabel la Católica, España.
- Comendador de la Legión de Honor, Francia (1918).
- Caballero Gran Cruz de la Orden del Libertador, Venezuela (1919).